# Puerto de Pollensa
Puerto de Pollensa, también conocido como Puerto Pollensa, (en catalán: Port de Pollença, pronunciado [ˈpɔɾd də poˈʎɛnsə]) es una localidad española en la bahía de Pollensa, al norte de Mallorca. Situada a seis kilómetros al este de Pollensa y a dos kilómetros al sureste de Cala San Vicente. Puerto Pollensa conecta, a través de una carretera de 13,5 km, el cabo de Formentor con el resto de la isla. Tiene un puerto recreativo sede del Real Club Náutico Puerto de Pollensa fundado en 1961.
En Puerto de Pollensa está el aeródromo militar de Pollensa creado en 1937 y perteneciente al Ejército del Aire. Una de sus funciones es dar apoyo como zona residencial con fines sociales además de servir para el entrenamiento de ejercicios de búsqueda y rescate y otras actividades. Esta unidad es también una de las bases españolas habilitadas para el despliegue de los aviones Canadair CL-215 y CL-415 del 43 Grupo durante la campaña de extinción de incendios.
La localidad desde el 30 de noviembre de 1993 posee un Bien de Interés Cultural, en una pequeña península llamada Punta de Avanzada. Son unas edificaciones conocidas como Fortaleza de Pollensa o Fortaleza de Albercutx, con una finalidad de dar protección militar a Pollensa frente a ataques piratas. Construido durante el siglo XVI y utilizadas con fines defensivos hasta el siglo XIX, a comienzos del siglo XX su uso fue recuperado para servir de residencia a artistas que visitaban Pollensa. En el extremo de la península hay un faro construido a principios del siglo XX.
Cerca del actual Puerto de Pollensa existen los restos del pueblo prerromano y romano de Bocchoris. Tras la fundación de la ciudad romana de Pollentia en la actual Alcudia, muy cerca de Bocchoris, este asentamiento fue abandonado.